# 卡拉馬爾卡區
卡拉馬爾卡區（西班牙語：Distrito de Calamarca），是秘魯的一個區，位於該國西北部拉利伯塔德大區的胡爾坎省，始建於1990年6月19日，面積207.57平方公里，海拔高度3,200米，2005年人口6,817，人口密度每平方公里33人。